# Valeria Vázquez
Valeria Vázquez Gómez (Manatí, 28 gennaio 2001) è una pallavolista portoricana, schiacciatrice del Casalmaggiore.

## Carriera

### Club
Muove i primi passi nei tornei scolastici portoricani con il Marista El Salvador, prima di ricevere una borsa di studio negli Stati Uniti d'America, dove partecipa alla lega universitaria NCAA Division I con la Pittsburgh, facendo parte delle Panthers dal 2019, saltando però il torneo, al 2024.
Debutta come professionista sempre negli Stati Uniti d'America, partecipando alla Pro Volleyball Federation 2025 con le Omaha Supernovas. Viene poi ingaggiata in Italia nella stagione 2025-26, quando indossa la casacca del Casalmaggiore, in Serie A2.

### Nazionale
Fa parte della nazionale portoricana under 18 con cui si disimpegna prima al campionato nordamericano 2016 e poi alla Coppa panamericana 2017.
Nel 2022 debutta in nazionale maggiore in occasione della NORCECA Final Four, dove vince la medaglia di bronzo, seguita da un altro bronzo alla Volleyball Challenger Cup. Si aggiudica poi la medaglia d'oro alla NORCECA Final Four 2023, andandola a bissare nell'edizione 2025, e quella di bronzo alla Coppa panamericana 2025.

## Palmarès

### Nazionale (competizioni minori)
- NORCECA Final Four 2022
- Volleyball Challenger Cup 2022
- NORCECA Final Four 2023
- NORCECA Final Four 2025
- Coppa panamericana 2025

### Premi individuali
- 2022 - All-America Second Team